# Bomolocha excurvata
Bomolocha excurvata är en fjärilsart som beskrevs av M.Gaede. Bomolocha excurvata ingår i släktet Bomolocha och familjen nattflyn. Inga underarter finns listade i Catalogue of Life.